# Henning Stichtenoth
Henning Stichtenoth (* 3. November 1944) ist ein deutscher Mathematiker.

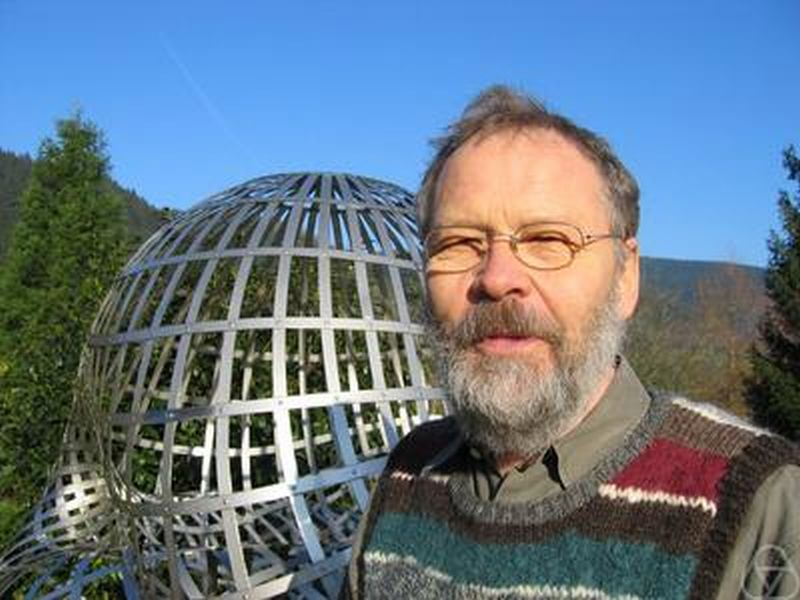
Henning Stichtenoth, Oberwolfach 2004

Stichtenoth promovierte 1972 bei Peter Roquette an der Ruprecht-Karls-Universität Heidelberg über die Automorphismengruppe eines algebraischen Funktionenkörpers von Primzahlcharakteristik. Bis 2007 war er Professor an der Universität Duisburg-Essen. Zurzeit ist er Professor an der Sabancı-Universität in Istanbul.
Er befasst sich mit algebraischer Geometrie, algebraischen Funktionenkörpern und deren Anwendung in der Kodierungstheorie und Kryptographie.

## Schriften
- Algebraic Function fields and Codes, Springer, Universitext 1993, 2. Auflage, Graduate Texts in Mathematics, 2009
- mit Arnaldo Garcia (Herausgeber): Topics in Geometry, Coding theory and Cryptography, Springer 2006 (darin Garcia, Stichtenoth: Explicit towers of function fields over finite fields)
- mit Gary Mullen, Alain Poli (Herausgeber): Finite Fields and Applications, Springer, Lecturenotes in Computerscience (Konferenz Toulouse 2003)
- mit Michail Tsfasman (Herausgeber): Coding theory and algebraic geometry, Lecturenotes in Mathematics, Bd. 1518, 1991, Springer Verlag